# Professional'nyj Basketbol'nyj klub CSKA 2006-2007
Questa voce raccoglie le informazioni riguardanti il Professional'nyj Basketbol'nyj klub CSKA nelle competizioni ufficiali della stagione 2006-2007.

## Stagione
La stagione 2006-2007 del Professional'nyj Basketbol'nyj klub CSKA è la 16ª nel massimo campionato russo di pallacanestro, la Professional'naya basketbol'naya liga.

## Roster
Aggiornato al 8 dicembre 2021
| CSKA Mosca 2006-07 | CSKA Mosca 2006-07 |
| Giocatori          | Staff tecnico      |
| ------------------ | ------------------ |

| N. | Naz.                                                        | Ruolo | Nome                  | Anno | Alt.   | Peso   |  |
| -- | ----------------------------------------------------------- | ----- | --------------------- | ---- | ------ | ------ |  |
| 4  | Grecia (bandiera)                                           | P     | Theodōros Papaloukas  | 1977 | 200 cm | 100 kg |  |
| 5  | Russia (bandiera)                                           | A     | Nikita Kurbanov       | 1986 | 202 cm | 99 kg  |  |
| 8  | Slovenia (bandiera)                                         | AG    | Matjaž Smodiš         | 1979 | 205 cm | 115 kg |  |
| 9  | Stati Uniti (bandiera) · Isole Vergini Americane (bandiera) | AP    | David Vanterpool      | 1973 | 194 cm | 85 kg  |  |
| 10 | Stati Uniti (bandiera) · Russia (bandiera)                  | P     | J.R. Holden           | 1976 | 185 cm | 84 kg  |  |
| 11 | Russia (bandiera)                                           | G     | Zachar Pašutin (C)    | 1974 | 196 cm | 92 kg  |  |
| 13 | Australia (bandiera)                                        | C     | David Andersen        | 1980 | 212 cm | 113 kg |  |
| 14 | Russia (bandiera)                                           | C     | Aleksej Savrasenko    | 1979 | 215 cm | 120 kg |  |
| 15 | Russia (bandiera)                                           | C     | Anatolij Kaširov      | 1987 | 215 cm | 100 kg |  |
| 17 | Venezuela (bandiera)                                        | AP    | Óscar Torres          | 1976 | 196 cm | 95 kg  |  |
| 18 | Russia (bandiera)                                           | GA    | Anton Ponkrašov       | 1986 | 200 cm | 93 kg  |  |
| 19 | Russia (bandiera)                                           | G     | Aleksej Šved          | 1988 | 196 cm | 82 kg  |  |
| 20 | Russia (bandiera)                                           | AG    | Andrej Voroncevič     | 1987 | 205 cm | 102 kg |  |
| 21 | Stati Uniti (bandiera)                                      | G     | Trajan Langdon        | 1976 | 192 cm | 95 kg  |  |
| 22 | Belgio (bandiera)                                           | C     | Tomas Van Den Spiegel | 1978 | 213 cm | 118 kg |  |

| Allenatore                                                                              |
| - Ettore Messina                                                                        |
| Assistente/i                                                                            |
| - Emanuele Molin - Evgenij Pašutin Legenda - (C) Capitano - (IN) Inattivo - Infortunato |

## Mercato

### Sessione estiva
| Acquisti | Acquisti          | Acquisti             | Acquisti   | Acquisti |
| R.a      | Nome              | da                   | Modalità   |          |
| -------- | ----------------- | -------------------- | ---------- | -------- |
| GA       | Anton Ponkrašov   | Sptk. S. Pietroburgo | definitivo |          |
| AG       | Andrej Voroncevič | Lok. Novosibirsk     | definitivo |          |

| Cessioni | Cessioni         | Cessioni           | Cessioni       | Cessioni |
| R.       | Nome             | a                  | Modalità       |          |
| -------- | ---------------- | ------------------ | -------------- | -------- |
| G        | Vasilij Zavoruev | Standard Togliatti | prestito       |          |
| AP       | Vladimir Djačok  | Chimki             | fine contratto |          |
| AG       | Sergej Panov     |                    | ritirato       |          |
| AG       | Nikita Šabalkin  | VVS Samara         | fine contratto |          |

### Dopo l'inizio della stagione
| Acquisti | Acquisti     | Acquisti | Acquisti      | Acquisti   |
| R.       | Nome         | da       | Data          | Modalità   |
| -------- | ------------ | -------- | ------------- | ---------- |
| AP       | Óscar Torres | Chimki   | febbraio 2007 | definitivo |

| Cessioni | Cessioni     | Cessioni | Cessioni      | Cessioni |
| R.       | Nome         | a        | Data          | Modalità |
| -------- | ------------ | -------- | ------------- | -------- |
| G        | Aleksej Šved | Chimki   | febbraio 2007 | prestito |